# Félix Eischen
Pour l’article homonyme, voir Eischen.
Félix Eischen, né le 5 février 1966 à Luxembourg (Luxembourg), est un journaliste, animateur de télévision et homme politique luxembourgeois, membre du Parti populaire chrétien-social (CSV).

## Biographie

### Carrière professionnelle
Felix Eischen est employé par RTL Radio Lëtzebuerg et RTL Télé Lëtzebuerg de 1988 à 2007, d'abord comme animateur et reporter pour la radio de 1988 à 1997 puis comme présentateur à la télé de 1997 à 2007 où il est chef de services des rubriques « magazine » entre 2001 à 2007.
C'est également l'agent principal d'assurances au sein de l'Agence Eischen depuis 2008. Dans le film Emil (lb) réalisé par Marc Thoma (lb) et sorti en 2010, il détient un rôle secondaire.

### Parcours politique
À la suite des élections législatives du 7 juin 2009, Félix Eischen fait son entrée au sein de la Chambre des députés pour la circonscription Sud où il représente le Parti populaire chrétien-social (CSV). Il est réélu, dans la même circonscription, aux élections législatives suivantes du 20 octobre 2013 et 14 octobre 2018. Au Parlement, il est membre de plusieurs commissions dont celle de l'Économie où il exerce la fonction de vice-président pour la 33e législature,,.
Membre du conseil communal de Kehlen depuis 2011, il est nommé bourgmestre de la commune après les élections communales qui se sont déroulées en octobre 2017,. Dans le cadre de son mandat à l'échelle locale, Félix Eischen est confronté à la mauvaise publicité et aux spéculations faites par la Société nationale des habitations à bon marché (abrégé en SNHBM) qui profite de la politique en matière d'urbanisme menée par l'élu. Celle-ci part du postulat que « la valeur de leur bien immobilier diminuerait » en prévision du vaste projet de construction d'Elmen, les incitant de cette manière à « s'y installer […], un bien à cet endroit [représenterait] une valeur incroyable ».

### Vie privée
Félix Eischen est marié et père de deux filles.